# 黒色矮星
黒色矮星（こくしょくわいせい、英語: black dwarf）とは、仮説上の天体の一種で、白色矮星が冷えて電磁波による観測が不可能となった天体である。質量が太陽の8倍程度以下の恒星が最終的に行き着く先として想定されている。白色矮星が冷えて黒色矮星になるために必要な時間は、宇宙年齢よりも長いと考えられており、現在の宇宙に黒色矮星は存在しないと考えられている。また同様の理由で、最も低温な白色矮星の温度が、宇宙の年齢を推定する際の基準のひとつとされる。。
なお、「黒色矮星」という名前は、およそ0.08太陽質量を下回り水素の核融合の維持が出来ない軽い天体に対して用いられたことがある。現在では、これらの天体は現在では一般に1970年代に付けられた名称である褐色矮星と呼ばれる。

## 黒色矮星ができるまで
太陽質量の8倍以下の恒星は、何段階かの変遷を経て白色矮星に至ると考えられている。白色矮星は放射によって冷却し、次第に温度は低下して放射量も減少してゆく。そのため低温な白色矮星ほど年老いた天体である。2012年にはアリゾナ州のMDM天文台の 2.4 m 望遠鏡を用いて、表面温度が 3900 K (スペクトル分類での M0 の温度に相当する) を下回るほどに冷却した様々な白色矮星が発見された。これらの白色矮星の年齢は110億から120億歳だと推定されている。
天体の遠い将来の進化は、ダークマターの性質や陽子崩壊の可能性とその割合など、あまり理解が進んでいない分野の物理的な問題に依存するため、白色矮星が黒色矮星の状態になるために、一体どれほどの時間が必要かは詳しくは分かっていない。ジョン・D・バロウとフランク・ティプラーは、白色矮星が 5 K にまで冷えるのには約 1015 年が必要だと推定している。しかし、もしWIMP (冷たい暗黒物質の候補である仮説上の重い粒子) が存在した場合には、これらの粒子との相互作用によって天体が温められ、5 K を下回るには約 1025 年の時間を要すると考えられている。また、もし陽子が安定な粒子ではない場合には、白色矮星が陽子崩壊によって解放されるエネルギーによっても温められ得る。フレッド・アダムズとグレッグ・ラフリンによる推定では、仮説上の陽子の寿命を 1037 年とすると、太陽と同じ質量の年老いた白色矮星の有効温度はおよそ 0.06 K とされている。これは低温ではあるが、1037 年後の宇宙マイクロ波背景放射の温度よりも高いと考えられる。

## 太陽の将来
太陽が約80億年後に太陽核でのヘリウムの核融合を終えると、外層を惑星状星雲として放出して白色矮星が残ると考えられている。その後数兆年以上の時間をかけて、徐々に冷えるため、最終的に可視光を放出しなくなる。この状態では肉眼で太陽を見ることは出来ず、重力による影響が明白であっても、可視光による確認は不可能である。なお、太陽が黒色矮星の状態にまで充分に冷えるには 1015 年 (1000兆年) 程度の時間が必要と考えられる。ただ、例えばWIMPとの相互作用などの影響によって、さらに長い時間が必要である可能性も考えられている。

## 考えられる観測方法
質量が太陽の8倍程度以下の恒星は最終的に赤色巨星に進化した後、外層部のガスを放出して白色矮星に変わる。もはや白色矮星は核融合を起こさないため熱源が無く、外部への電磁波の放射によってエネルギーを失い冷えていく一方である。こうして徐々に温度が低下して放射量も減少してゆき、最終的に電磁波を使っての直接観測が不可能になった天体が、黒色矮星と定義された。したがって、仮に黒色矮星が存在したとしても、黒色矮星の定義により、黒色矮星は放射をほとんど行わないため、可視光を含めた電磁波による黒色矮星の観測は困難である。黒色矮星を観測する方法としては、褐色矮星と同じように重力の影響を介した検出が考えられている。もしも黒色矮星が観測可能な恒星と連星系を構成していれば、恒星の固有運動への影響から存在を知る事ができる。また単独の黒色矮星であっても、背景にある天体に及ぼす重力レンズ効果を利用して検出できる可能性がある。